# 東京ウォーカー
『東京ウォーカー』（とうきょうウォーカー、Tokyo Walker）は、日本のKADOKAWAが毎月20日に発売していた都市情報雑誌である。
東京と神奈川・埼玉・千葉に加えて山梨・静岡県の一部地域について、グルメ・旅・映画・音楽情報や最新トレンド、連載など広範囲に扱う。
通常から特別定価680円としていた。

## 歴史
1990年に角川書店が『週刊トウキョー・ウォーカー・ジパング』(Tokyo Walker Zipang) として創刊する。『ぴあ』に続く2誌目の首都圏情報誌で、角川書店初のタウン情報誌である。当初の発売日は毎週火曜日で、のちに『Tokyo Walker』と改題して2003年に他地区にならび隔週火曜日発売とする。発行元は角川グループの事業再編により、当初の角川書店から角川クロスメディア、角川マーケティング、角川マガジンズと変遷した。
2008年4月22日発売号で誌面を刷新し、文字サイズが一回り大きくなった。2009年6月23日発売号から、誌面が大幅にリニューアルされた。判型もA4変形からA4正寸に若干サイズアップされた。
2010年、創刊20周年を迎えた。
2013年4月16日発売号よりテレビ番組表をなくし、特集と連載を増やす大幅リニューアル。
2015年には創刊25周年を迎え、6月20日発売の7月号より、月刊誌として再リニューアル。以後、毎月20日発売となる。
2015年3月まで角川マガジンズが編集した。
2016年3月30日より週刊誌時代の東京ウォーカーを引き継ぐ形で、電子雑誌形式の姉妹紙『週刊東京ウォーカー+（プラス）』が創刊された。最新号は毎週水曜日に配信される。
2018年11月号より東京都の30代未婚率が男女ともに全国1位など昨今の社会の変化に合わせて、東京都在住のシングルに向けた雑誌へとリニューアルした。コンセプトは「東京は、一人でも楽しい」。編集長は、たかぎなおこのコミックエッセイにたびたび登場する名物編集者・加藤玲奈氏。特集には、従来扱ってきた「グルメ」「お出かけ」のほか「ライフスタイル（お金や住まい等）」が追加され、生活情報誌の側面を持つようになった。また、新久千映や清野とおるなどによる描き下ろしのコミックエッセイを連載。内容は、グルメ漫画のほか街の珍スポット紹介漫画や部屋の片づけ指南漫画など、非常に多岐にわたっている。
2020年5月11日、KADOKAWAが同年6月20日発売号を以て「横浜ウォーカー」「九州ウォーカー」と共に休刊することを発表した。休刊理由として生活者の行動様式が変わったことなどを挙げている。今後はウェブサイト「ウォーカープラス」で情報を発信するとしている。

## 販売エリア
関東地方全域の他、福島・新潟・長野・山梨・静岡各県の一部で販売しているが、その他の地域でも大型書店で購入が可能。なお、東京・千葉・静岡の一部地域では『横浜ウォーカー』の購入も可能。

## 表紙
2018年10月のリニューアル以前は、表紙は旬のタレントを、起用していた。また、基本的にその号の特集に関連した場所で撮影していた。表紙タレントは、東京を含め6地区版同一（各地域版で衣装、ポーズが異なることも）。
2012年5月8日発売号から7月3日発売号まで、東京スカイツリーの開業に伴い、Tokyo Walkerロゴの「l」（小文字のL）表記が東京スカイツリーの形となっていた（7月17日発売号より通常ロゴに復帰）。
2018年10月のリニューアル以降は、表紙はその号の特集に関連した写真のほか、コミックエッセイの連載陣によるイラスト、レギュラー連載のタレントなど多くの要素を盛り込んだにぎやかなものとなった。

## 記事・連載

### 2019年10月のリニューアル以降
（2019年8月号）
- 特集
  - グルメ特集、お出かけ特集、ライフスタイル特集（各号によりページ数は異なる。1特集で40Pほどの大型特集が組まれることもある）
- コミックエッセイ連載
  - 新久千映のお酒バンザイ！（新久千映）
  - レトルト以上・ごちそう未満！スキマ飯（谷口菜津子）
  - 裏TokyoWalker with  カマタミワ（カマタミワ）
  - 東京怪奇酒（清野とおる）
  - 思考の止まり木（さわぐちけいすけ）
  - 酒は思考の源でＲ（ラズウェル細木）
  - 黄昏てマイルーム（コナリミサト）
  - 都合のいい私の生活（いつまちゃん）
  - 「ちゃんとしなきゃ！」をやめたら二度と散らからない部屋になりました（なぎまゆ）
  - ～今宵もほろ酔い一人呑み～一杯だけおじゃまします（山本あり）
  - おひとりさまのラジオな日々。（おづまりこ）
  - 北欧女子オーサと学ぶニッポンの習慣（オーサ・イェークストロム）
  - 東京ゆるふわ生物図鑑（じゅえき太郎）
- 連載
  - SOLO GOODS LIFE
  - ソロ安全地帯
  - ぱぱっとできるひとり暮らしにぴったりごはん
  - おひとりさまのマネー駆け込み寺
  - ツレヅレハナコの旨いもの閻魔帳
  - 辺境レストランをゆく
  - マッキー牧元のやきそば百麺相
  - 『半日遊び』を極めよう　今日は早退します！
  - ドヤ顔 街じまん！
  - 池上彰の「令和日本のニュースが知りたい！」
  - 高山真の「あの素晴らしいカルチャーをもう一度」
  - TOKYO WALKER TOPICS
  - 卯野たまごの手相養成所
  - どハマリさんいらっしゃ～い！

- タレント連載
  - 東京和奏ーSixTONES 京本大我ー
  - 武田真治の超絶景スクワット
  - 超特急の汗もしたたるいい男。

### 月刊化以降
（2015年7月号）
- 特集
  - 最新特集（毎号60P前後の大型特集）
- News Walker
- テーマWalker（Webと連動）
  - ドライブWalker
  - 旅Walker
  - ショッピングWalker
  - 住みたい街Walker
- 連載
  - イベントカレンダー
  - ゲッターズ飯田のラッキー星占い
- 別冊付録

### 隔週刊時代
（2015年6月20日号・第11号。※は月刊化後も継続）
- 特集※
  - 最新特集（毎号60P前後の大型特集）※
- TOKYO SCOOP〜いま注目のニュース3連発〜
- Culture Walker
- Cover Interview（表紙に登場する著名人のインタビュー）
映画、音楽、演劇、アート、本に関する情報を紹介（2015年6月時点）。なお、映画情報ページには「Walkerスペシャル試写会」の情報も掲載していた。
  - 栗原類のゆる〜い映画生活
  - 片桐 仁と行くアート探訪
  - ジョージ・ウィリアムズがすすめる音楽
- ゲッターズ飯田の開運星占い（※改題）
- 東京ウォーカーイベント部（※改題）
- 別冊付録※

#### 隔週刊時代の連載企画
- 吉田類「酒場俳句講座」
- 安西水丸&小山薫堂対談「東京応援談」
- FC東京「FC東京ウォーカー」
- 中村貞裕「東京ミーハー散歩」
- 壇蜜「東京迷い蜜」
- スギちゃん「愛される理由」
- 須永辰緒「ラーメン一番星」
- DaiGo「メンタリストDaiGoのメンタルWalker」
- 川上つよし「墓場放浪記」
- 小松美羽「愛しの狛犬様」
- 小宮山雄飛「東京オレんピック」
- ゲッターズ飯田「開運星占い」

ほか

## テレビ番組表
2009年6月まで、テレビ情報ページに2週間（発売日翌日から14日間）分のテレビ番組表をGコード付きで掲載しており、1ページに1日分（全14日）が掲載されていた。番組表上の各局表記はチャンネル番号（アナログ）・局名の他、局名の下にコールサイン（JO●●-TV）が記載されていた。
2008年7月までは各ページ、1日の番組表の下に4番組を紹介していた（広告スペースの都合で2番組になるページもあった）が、その後1ページ全体で番組表ページとなった。当時の並びは1ページごとに左から『1 NHK総合 JOAK-TV』『4 日本テレビ JOAX-TV』『6 TBSテレビ JORX-TV』『8 フジテレビ JOCX-TV』『10 テレビ朝日 JOEX-TV』『12 テレビ東京 JOTX-TV』の順。また、ハーフサイズで上段1/3サイズで『14 TOKYO MX JOMX-TV』、下段2/3サイズで『3 NHK教育 JOAB-TV』を掲載していた（ただしTOKYO MXはGコードなし）。
また、BS（NHK衛星、WOWOW）は2ページに2週間分、右ページから横一列にまとめて掲載しており、『BS7 NHK衛星第1 JO21-BS-TV』は2/9、『BS11 NHK衛星第2 JO22-BS-TV』は3/9、『BS5 WOWOW JO23-BS-TV』は最も大きい5/9サイズで掲載されていた（NHK衛星第1・第2は一部の長時間番組（スポーツ、映画など）のみにGコードを掲載していた）。
2009年6月23日発売号より誌面一新により「2週間TVカレンダー」のページが新設されたのに伴い、2週間テレビ番組表は一旦休載となったが、2011年12月20日発売号よりテレビ番組表の掲載を再開。再開当初は1日1頁だったが、現在は再び2ページ見開き式となっている。現在の並びはフルサイズでNHK総合、日本テレビ、テレビ朝日、TBS、テレビ東京、フジテレビの順。NHK Eテレは左側に3/4サイズで掲載、TOKYO MXは掲載なし。また各日とも右側の半分に「すぐ使える遊びニュース」を掲載している。
2013年4月16日発売号より番組表を廃止。現在テレビ番組表を引き続き掲載しているのは創刊以来番組表を一度も休載していない関西のみで、北海道・九州（福岡）・横浜・東海も月刊化に移行と同時にテレビ番組表は無くなっている（但し12月中旬頃発売の1月増刊号のみ、販売日翌日～1月上旬の各地域の地上波テレビ番組表と番組解説記事を掲載した別冊「TV Walker」が綴じ込み付録として付く）。

## その他
同誌の会員制ポイントサービス「ウォーカーマイレージ」に登録すると、豪華プレゼントなどの特典が付くシステムとなっており、アンケートに1回答えるごとに5ポイントが与えられていたが、このサービスは2007年9月30日で終了している。

## 姉妹誌・関連誌

### 各地方版
現在、4地区版のウォーカー誌が刊行されている。かつては全ての地区版が隔週刊誌だったが、2009年6月に北海道と九州（福岡）が、2013年4月より横浜と東海がそれぞれ月刊誌に刷新された（北海道は2012年1月に季刊化）。東京も月刊誌に刷新されたのに伴い、隔週刊は関西のみとなった。隔週刊版は隔週火曜日発売、月刊版は毎月20日発売である。「東京ウォーカー」同様に全ての地方版が全国の大型書店で購入可能だが、北海道と九州は輸送の関係で先に印刷されるためか、最新号が地元での発売日より前に都心部などで入手出来る現象が起こっている。
- 関西ウォーカー（Kansai Walker）- 唯一、創刊時から現在に至るまで一貫して隔週刊誌だったが、2019新型コロナウイルス感染拡大に伴う一時休刊を経て刊行再開された2020年7月より月刊誌となった。2021年9月18日発売の10月号をもって月刊での発行を終了し、以降は不定期刊行。
- 北海道ウォーカー（北海道Walker）- 2009年6月より月刊化。2012年1月20日発売の2月号以降は季刊化。2015年春号をもって雑誌を休刊し、ムックに移行。
- 東海ウォーカー（Tokai Walker）- 2013年4月より月刊化。2017年10月号をもって雑誌を休刊し、ムックに移行。2019年4月より月刊誌として復刊。2021年9月18日発売の10月号をもって月刊での発行を終了し、以降は不定期刊行。
- 九州ウォーカー（Kyushu Walker）- 2009年6月9日発売号を以て休刊し、月刊誌の「福岡ウォーカー」に刷新。2017年8月より福岡ウォーカーの後を継ぐ形でムックとして復刊。2019年1月より月刊誌となる。

北海道と福岡は月刊化と同時に地名表記が英語から漢字に変わった。

#### 休刊したウォーカー誌
- 福岡ウォーカー（福岡Walker）- 2009年6月20日に創刊した九州ウォーカーの後継誌。2017年6月20日をもって休刊、8月より隔月発売の九州ウォーカーとなった。
- 神戸ウォーカー（Kobe Walker） - 2000年創刊、2007年3月から月刊化（毎月28日発売）。2008年5月号を以て休刊。
- 横浜ウォーカー（YOKOHAMA Walker）- 唯一、地名の英語表記が全て大文字である。2013年4月より月刊化。2018年1月号をもって雑誌を休刊し、ムックに移行。2019年1月より月刊誌として復刊するも2020年に再度休刊。
- 千葉ウォーカー（Chiba Walker）- 2009年3月31日発売号を以て休刊。2009年から2013年までは東京ウォーカーの増刊誌。2014年からムックに移行。

### 関連雑誌・ムック
- ファミリーウォーカー（ファミリーWalker） - 家族で楽しめるイベント、おすすめスポットを紹介。首都圏・関西・東海・九州・北海道の5地区で不定期刊行（夏休みなどに発売）だったが、2009年6月より月刊化（毎月27日発売）。月刊版では1ヶ月のテレビ番組表も掲載されていた。首都圏版以外は先頭に地区名が入る。北海道・東海・九州は2010年7月号を以て休刊した（首都圏・関西は継続）。2010年12月24日発売号を以て月刊での発行を終了し、2011年3月より季刊となった。2011年6月発売の「2011年夏号」は北海道・東海・九州版も久々に発行された。
- ラーメンWalker - 2010年10月創刊。ラーメン専門誌。
- 街カドWalkerシリーズ - 2005年スタート。特定の市・区の情報のみを取り扱う情報誌。
- ひと駅Walkerシリーズ - 2012年9月スタート[3]。「街カドWalker」よりさらにターゲットを絞り、特定の駅周辺の情報のみを取り扱う。内容の性質上、販売エリアは原則として当該駅が属する自治体及び鉄道路線の沿線のみ[4]。

#### 休刊した関連雑誌・ムック
- Chou Chou（シュシュ）- 女性向け。1993年3月創刊[5]。首都圏版のみ、隔週火曜日発売だったが、2009年3月に毎月第2・第4木曜日発売に変更。2009年10月22日発売号を以て休刊[5]。Web版は継続。
  - Rumina（ルミーナ）- Chou Chouの増刊。不定期発売
- 関西ウォーカーChou Chou→月刊シュシュ関西 - Chou Chouの関西版。1998年創刊。創刊号は30万部を完売した[6]。毎月28日発売。2007年3月号を以て休刊した。
- MONTHLY WALKER（マンスリーウォーカー） - 月刊の首都圏情報誌。1995年創刊。後にメンズウォーカーにリニューアルした。
- MEN'S WALKER（メンズウォーカー） - マンスリーウォーカーの後継誌で、男性向けの隔週刊誌になった。当初は首都圏情報誌だったが、後期は花田紀凱を編集長に迎え、エリア情報を廃し、特集・コラムを中心とした紙面に大幅に刷新された。
- Game Walker（ゲームウォーカー） - ウォーカーレーベルのゲーム情報誌。
- 大人のウォーカー - 大人向け。東京・関西・東海・九州の4地区版があり、隔月（奇数月）26日発売。2004年創刊。2009年4月号を以て休刊し、新雑誌「めしとも」に移行した。
- めしとも - アラフォー世代向けのグルメ情報雑誌。それまで刊行していた「大人のウォーカー」を発展解消する形で、2009年5月13日に創刊された。首都圏版のみ、毎月15日発売。2010年12月15日発売号を以て休刊。

### カスタム誌
- MetroWalker（メトロウォーカー）- 東京メトロとの共同。
- Highway Walker（ハイウェイウォーカー）- NEXCO東日本との共同。
- わんにゃんWalker - 兼松との共同。愛犬家、愛猫家向けフリーマガジン[7]。
- 西武鉄道Walker - 西武鉄道とタイアップして同鉄道沿線の情報を特集した無料版ミニ冊子。2017年2月に西武線の各駅などで配布された[8]。あわせて特設Webサイトが設けられた[9]。

#### 広報誌
- 特許ウォーカー（Tokkyo Walker） - 特許庁の広報誌。東京ウォーカーの責任編集で、2015年6月から不定期で年4回発行されている[10]。
- 献血Walker - 日本赤十字社の広報誌。

### 海外版
- Taipei Walker（台北ウォーカー） - 台湾角川より刊行。
- Hong Kong Walker（香港ウォーカー）- 香港角川より刊行。2007年11月創刊。日本情報誌に刷新[11]。
- JapanWalker（ジャパンウォーカー） -  台湾角川発行の台湾版と、KADOKAWA GEMPAK STARTZ SDN BHD発行のよるマレーシア版がある。